# Gmina Lądek-Zdrój
Gmina Lądek-Zdrój je městsko-vesnická gmina v okrese Kladsko v Dolnoslezském vojvodství v jihozápadním Polsku. Sídlem gminy je město Lądek-Zdrój. V roce 2021 zde žilo 7 911 obyvatel, rozlohu má 117,4 km² a zabírá 7,1 % rozlohy okresu. Skládá se z města Lądek-Zdrój a 9 starostenství.

## Části gminy
Starostenství
Kąty Bystrzyckie, Konradów, Lutynia, Orłowiec, Radochów, Skrzynka, Stójków, Trzebieszowice, Wójtówka
Sídla bez statusu starostenství
Gruszczyn, Karpno, Skowronki, Ułęż, Wrzosówka